# آلسیو اسکارپی
آلسیو اسکارپی (انگلیسی: Alessio Scarpi؛ زادهٔ ۱۹ آوریل ۱۹۷۳) بازیکن فوتبال اهل ایتالیا است.
از باشگاه‌هایی که در آن بازی کرده‌است می‌توان به باشگاه فوتبال اینتر میلان، باشگاه فوتبال رجینا، باشگاه فوتبال آنکونا، باشگاه فوتبال کالیاری، و باشگاه فوتبال جنوآ اشاره کرد.